# Rimvydas Sadauskas
Rimvydas Sadauskas (ur. 21 lipca 1996 w Kownie) – litewski piłkarz grający na pozycji środkowego obrońcy w klubie Guangzhou FC.

## Kariera
Karierę rozpoczął w drużynach młodzieżowych FBK Kowno. 1 stycznia 2013 został zawodnikiem Stumbrasu Kowno. 29 czerwca 2014 zadebiutował w Reprezentacji Litwy U-19. Od 12 lutego 2017 do 30 maja 2017 roku przebywał na wypożyczeniu w irlandzkim Cork City F.C. 25 marca 2017 roku zagrał w meczu przeciwko Reprezentacji Białorusi U-21. W sezonie 2016/2017 wraz z drużyną Cork City F.C został mistrzem Irlandii. 22 marca 2019 roku znalazł się w szerokim składzie Reprezentacji Litwy.